# Städteregion Aachen
Städteregion Aachen – związek komunalny (niem. Kommunalverband besonderer Art) w niemieckim kraju związkowym Nadrenia Północna-Westfalia, w rejencji Kolonia.
Jego siedzibą jest Akwizgran. Region powstał 21 października 2009 z połączenia powiatu Akwizgran i miasta Akwizgran. Akwizgran jest częścią regionu, jednocześnie pozostał miastem na prawach powiatu, podobnie jak w przypadku Hanoweru i regionu Hanower.

## Podział administracyjny
Städteregion Aachen składa się z ośmiu miast (Stadt) oraz dwóch gmin (Gemeinde).
| Nazwa                | Typ    | Powierzchnia km² (30 czerwca 2007) | Liczba ludności (31 grudnia 2010) | Gęstość zaludnienia (os./km²) |
| -------------------- | ------ | ---------------------------------- | --------------------------------- | ----------------------------- |
| Akwizgran (Aachen)   | miasto | 160,82                             | 258 664                           | 1.608                         |
| Alsdorf              | miasto | 31,67                              | 45 522                            | 1.437                         |
| Baesweiler           | miasto | 27,77                              | 27.898                            | 1005                          |
| Eschweiler           | miasto | 75,93                              | 55 505                            | 731                           |
| Herzogenrath         | miasto | 33,40                              | 46.708                            | 1398                          |
| Monschau             | miasto | 94,62                              | 12 443                            | 132                           |
| Roetgen              | gmina  | 39,03                              | 8250                              | 211                           |
| Simmerath            | gmina  | 111,01                             | 15 557                            | 140                           |
| Stolberg (Rheinland) | miasto | 98,50                              | 57 474                            | 583                           |
| Würselen             | miasto | 34,39                              | 37 693                            | 1.096                         |